# Аєрделл (Техас)
Аєрделл (англ. Iredell) — місто (англ. city) в США, в окрузі Боскі штату Техас. Населення — 305 осіб (2020).

## Географія
Аєрделл розташований за координатами 31°59′10″ пн. ш. 97°52′18″ зх. д. / 31.98611° пн. ш. 97.87167° зх. д. (31.986036, -97.871676).  За даними Бюро перепису населення США в 2010 році місто мало площу 1,19 км², з яких 1,16 км² — суходіл та 0,02 км² — водойми.

## Демографія
Згідно з переписом 2010 року, у місті мешкало 339 осіб у 139 домогосподарствах у складі 96 родин. Густота населення становила 286 осіб/км².  Було 169 помешкань (143/км²).
Расовий склад населення:
| - 91,2 % — білих - 2,7 % — корінних американців - 0,3 % — чорних або афроамериканців - 5,6 % — осіб інших рас |

До двох чи більше рас належало 0,3 %. Частка іспаномовних становила 13,0 % від усіх жителів.
За віковим діапазоном населення розподілялося таким чином: 21,8 % — особи молодші 18 років, 55,2 % — особи у віці 18—64 років, 23,0 % — особи у віці 65 років та старші. Медіана віку мешканця становила 43,6 року. На 100 осіб жіночої статі у місті припадало 96,0 чоловіків;  на 100 жінок у віці від 18 років та старших — 96,3 чоловіків також старших 18 років.
Середній дохід на одне домашнє господарство  становив 63 849 доларів США (медіана — 40 556), а середній дохід на одну сім'ю — 87 779 доларів (медіана — 52 344). За межею бідності перебувало 14,2 % осіб, у тому числі 4,1 % дітей у віці до 18 років та 21,2 % осіб у віці 65 років та старших.
Цивільне працевлаштоване населення становило 147 осіб. Основні галузі зайнятості: освіта, охорона здоров'я та соціальна допомога — 27,9 %, сільське господарство, лісництво, риболовля — 17,7 %, транспорт — 12,9 %, науковці, спеціалісти, менеджери — 11,6 %.